# أغيلولف ملك اللومبارد
أغيلولف (توفي 616) وسمي ثورينغيان، كان دوق تورين وملك اللومبارد من 591 وحتى وفاته.
استقرت مملكة لومباردية ذات هيكلية منظمة. وأقامت الإدارة في مدينة بافيا التي أصبحت العاصمة ابتداء من 626 حيث تم وضع بيروقراطية مستوحاة من النموذج البيزنطي. وحمل هذا الأخير وهو وريث الممالك الهلينستية، التقاليد الشرقية الألفية التي عُرف بها اللومبارديون.
كانت هذه الفترة من الاستقرار مؤاتية لازدهار الإنتاج الفني اللومبردي.